# Usine pharmaceutique du Docteur Pierre
L'usine pharmaceutique du Docteur Pierre, parfois appelé château de Nanterre, est un bâtiment industriel et monument historique situé à Nanterre, dans le département des Hauts-de-Seine, en France. 
Par arrêté du 8 décembre 1992, les façades et les toitures de l'usine et du jardin attenant à l'usine sont inscrits au titre des monuments historiques.

## Description

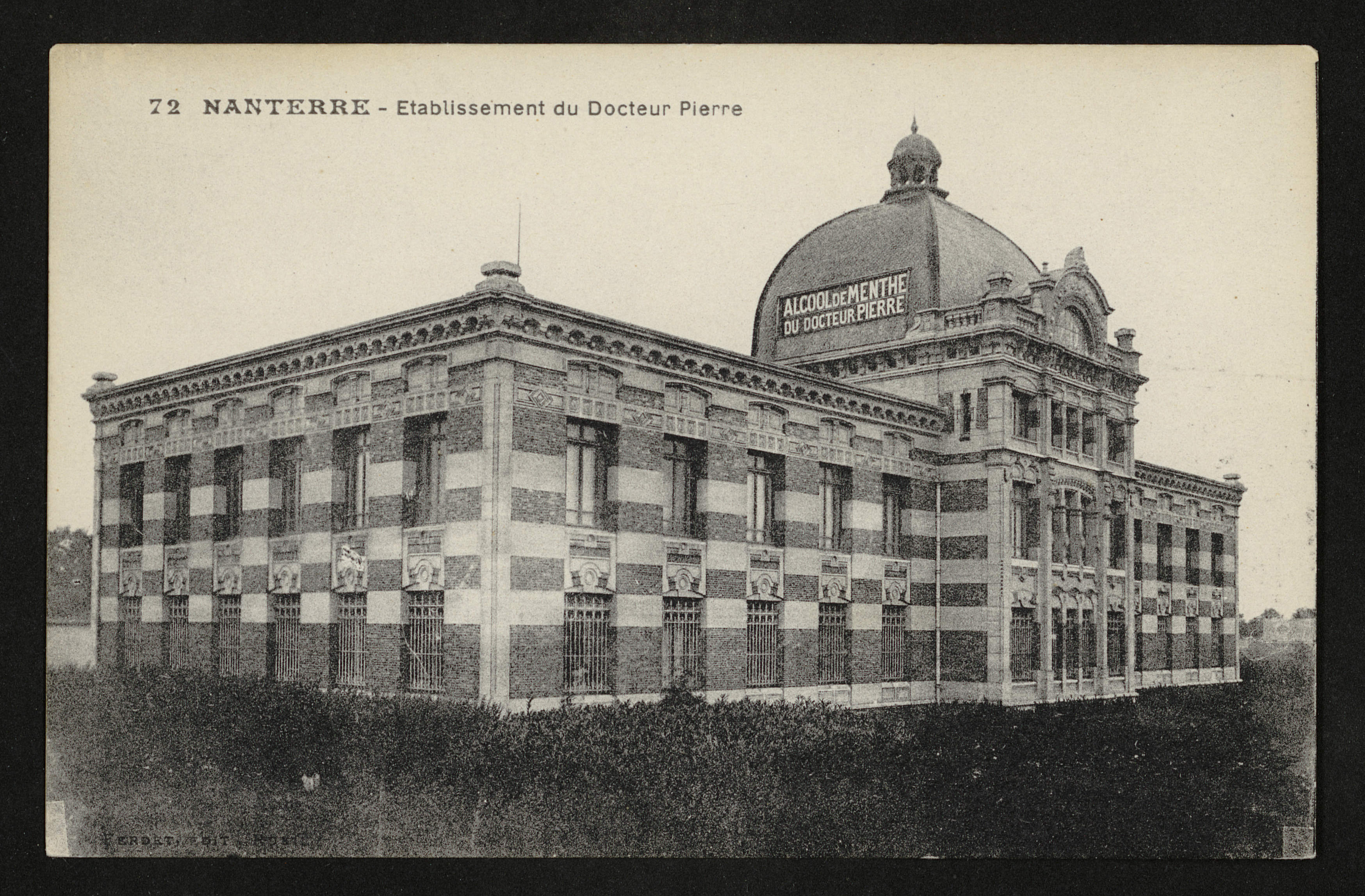
Établissement du Docteur Pierre, vers 1900, peu après la construction.

C'est l’un des rares exemples en Île-de-France d’architecture industrielle conçue comme un édifice privé. Ce long édifice est construit en brique rouge, pierre et céramique. Il est composé d’un avant-corps central couronné d’un dôme coiffé d’une lanterne. Sur ses côtés se trouvent deux corps latéraux prolongés par deux ailes en retour côté cour. La façade munie de corniches est décorée de cabochons. Le bâtiment est orienté le long de la voie ferrée de la ligne de Paris-Saint-Lazare à Saint-Germain-en-Laye pour assurer une visibilité maximale de sa façade principale.

## Historique

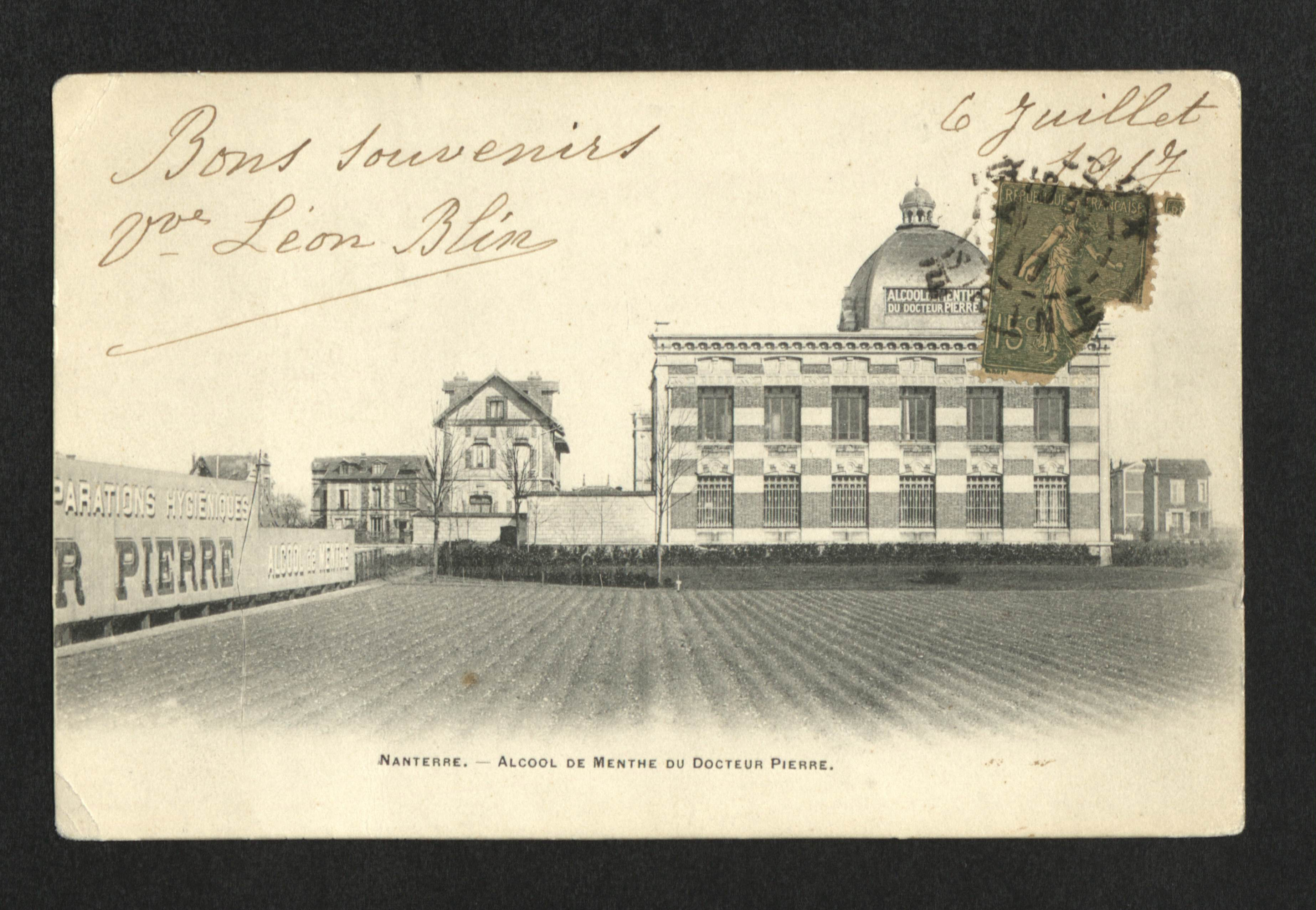
Carte postale expédiée le 6 juillet 1917. Au premier plan, les champs de menthe poivrée.

En 1837, le docteur Pierre Mussot fonde à Asnières-sur-Seine une usine de distillation d'alcool de menthe destiné à des poudres et des pâtes dentifrice.
À son décès en 1860, sa nièce Pauline et son mari Charles Alexandre Hubert Chouët créent la société A. Chouët et Cie, qui impose la marque du Docteur Pierre.
L'expansion de la société exige de plus grands locaux, et le choix de Nanterre est fait pour déménager cette usine, par sa proximité avec la gare de Nanterre-Ville. Ce bâtiment construit en 1900, est l'œuvre de l’architecte nanterrois Albert Aubert. Sur près de quatre-vingts hectares y est cultivée la menthe poivrée.
En 1923, la société anonyme les Dentifrices du Docteur Pierre Mussot absorbe Forvil (créée par Léo Fink sous le nom de Forval en 1922) qui occuperont les lieux jusqu’en 1940.
Il est revendu en 1967 à la société Natalys qui l'occupe jusqu'en 2007, et l'édifice tombe dans une période de décrépitude.

## Rénovation

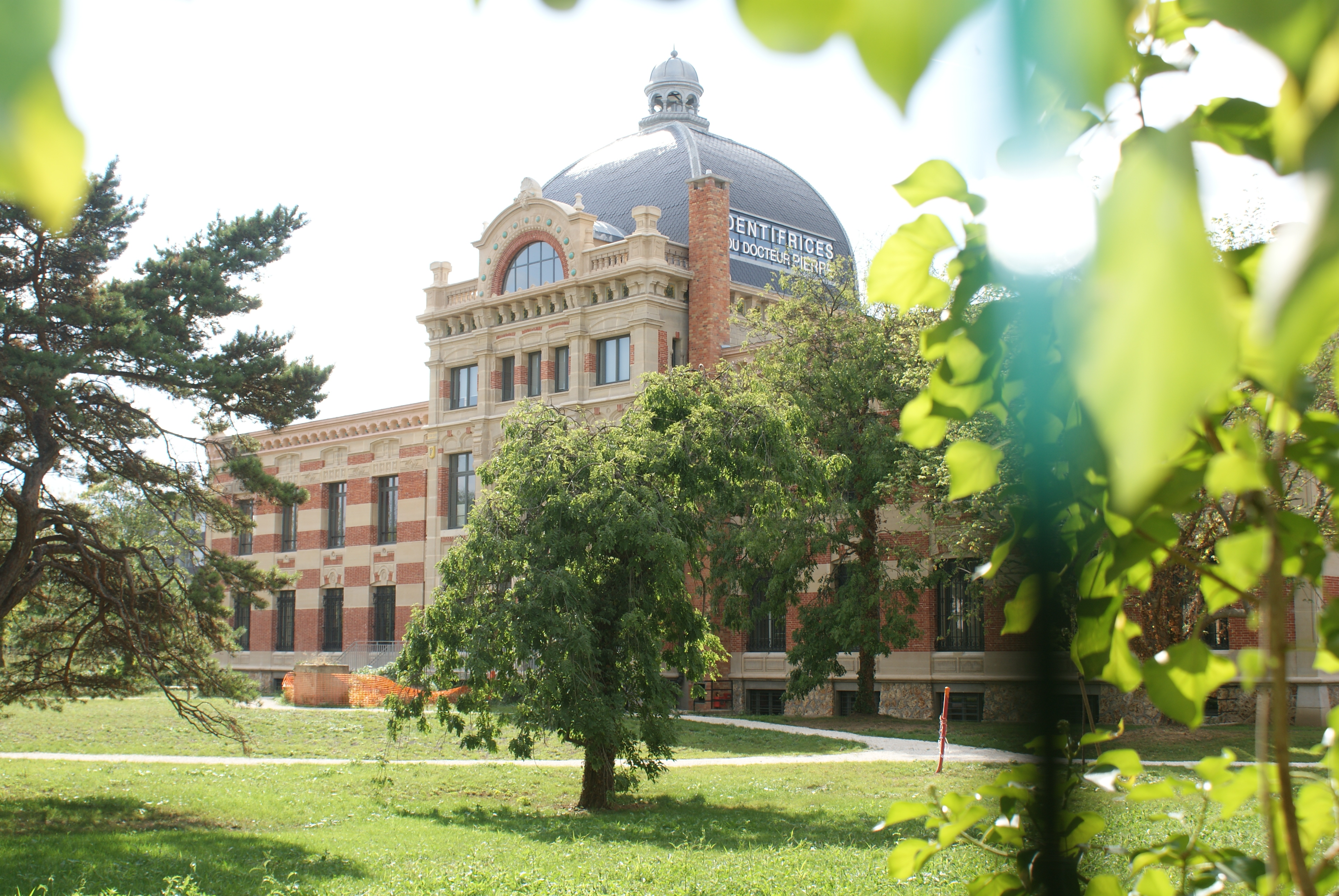
Pendant les travaux, en 2017.

Le bâtiment est rénové en 2017 par un groupement associant ETIC, la SEM de Nanterre et la Caisse des dépôts et consignations dans le cadre d'un projet mêlant des logements et des bureaux. S'y installe alors ETIC, une foncière solidaire qui y donne naissance à un tiers-lieu accueillant des structures de l'Economie Sociale et Solidaire, majoritairement orientées vers l'alimentation responsable, comme l'association Max Havelaar, dédiée au commerce équitable. La structure de l'ESS United Kitchens y installe un grand foodlab partagé puis y ouvre le restaurant Docteur Pierre (baptisé ainsi en l'honneur du fondateur), et un espace événementiel accueillant séminaires et soirées d'entreprise. Un jardin de 1 000 m2 en permaculture est créé sur un terrain où était cultivée la menthe. Le reste  du terrain est aménagé par la SEM et des ilots revendus à des promoteurs pour réaliser 10 000 m2 de bureaux et 127 logements.